# Pompeia (filla de Sext Pompeu)
Pompeia (en llatí Pompeia) va ser la filla de Sext Pompeu Pius i d'Escribònia. Formava part de la gens Pompeia.
En el tractat de pau signat a Misenum l'any 39 aC entre Octavi i Sext Pompeu, va ser promesa a Marc Claudi Marcel, fill d'Octàvia (la germana d'Octavi) però l'enllaç mai es va arribar a celebrar. Va acompanyar al seu pare quan va fugir a Àsia l'any 36 aC. No se la menciona després d'aquest moment, però alguns comentaristes sospiten que es va casar amb Marc Livi Drus Libó amb el que hauria tingut a Luci Escriboni Libó Drus.